# Dennis Avner
Dennis Avner, znany jako Człowiek kot (ur. 27 września 1958 w Michigan, zm. 5 listopada 2012 w Nevadzie) – amerykański inżynier znany ze swoich rozległych modyfikacji ciała, które miały na celu jak największe upodobnienie się do tygrysa.

## Życiorys
Avner był z pochodzenia Indianinem z plemienia Huron, którzy wierzyli w fizyczne przeobrażanie człowieka w jego duchowego patrona zwierzęcego. Pracował jako technik sonaru w marynarce wojennej Stanów Zjednoczonych, po służbie całkowicie poświęcił się swojej przemianie w zwierzę.
Avner między innymi:
- Pokrył całe swoje ciało tatuażami.
- Wszczepił sobie implanty transdermalne mające imitować kocie wąsy.
- Modyfikował ciało i twarz za pomocą silikonu.
- Regularnie zakładał soczewki kontaktowe.
- Doczepił sobie robotyczny ogon imitujący tygrysie ruchy.
- Nosił implanty kocich zębów.

Avner popełnił samobójstwo w swoim mieszkaniu 5 listopada 2012.